# Файбич, Михаил Михайлович
Михаил Михайлович Файбич — советский военный, государственный и политический деятель, полковник медслужбы.

## Биография
Родился в 1898 году в местечке Черея. Член КПСС.
С 1918 года — на хозяйственной, общественной и политической работе. В 1918—1953 гг. — красноармеец, участник Гражданской войны, на медицинских должностях в Рабоче-Крестьянской Красной Армии, участник Великой Отечественной войны, научный руководитель Научно-исследовательского института эпидемиологии и гигиены, консультант в НИИ Бакпрепарат.
За изобретение нового медицинского препарата был в составе коллектива удостоен Сталинской премии 3-й степени 1943 года.
За разработку и внедрение в промышленность новых методов получения вакцин, бактериофагов и антибиотиков был в составе коллектива удостоен 3-й степени 1948 года.
Умер в Москве в 1986 г. Похоронен на Кунцевском кладбище.